# TOKYO DRIFT GIRLS
『TOKYO DRIFT GIRLS』（トーキョー・ドリフト・ガールズ）は、テレビ東京およびBSジャパン（現：BSテレビ東京）で2009年から2011年まで放送されていた深夜情報バラエティ番組。

## 概要
日本発のモータースポーツ「D1グランプリ」が例年東京お台場特設会場で行うエキシビションマッチ“TOKYO DRIFT IN お台場”。その事前情報を中心とした娯楽情報番組として、2009年から毎年イベント開催にかけての3ヶ月（1クール）にわたって放送されていたが、2011年度を最後に放送されていない。
主題の「TOKYO DRIFT IN お台場」の模様はテレビ東京系列で特別番組として放送されている（後述）。
番組開始以来、収録はF1公認カフェ「F1 PIT STOP CAFE」（2011年3月31日閉店）で行われていた。

## 出演

### 2009年
- 山崎みどり
- 大矢真夕
- 星あや
- ハウスネイションダンサーズ[4]
  - junna、MAMI、Sayaka、YURiA、JunJun

ゲスト
- 清水良行（4月22日）
- 土屋圭市（5月6・13日）
- 熊久保信重（5月19・26日）
- マーティ・フリードマン（5月20日）
- グランディーバ バレエ団（5月27日）
- 織戸学（6月3・10日）
- 野村謙（6月17・24日）

### 2010年
- ハウスネイションダンサーズ
  - junna、MAMI、Sayaka、YURiA、JunJun

ゲスト
- A-class（1月13日）

AIRI（永作あいり）、KOZUE（新田梢恵）、RISA（小林梨沙）、KEIKO（沢口けいこ）
- 鈴木学（1月20日）
- 熊久保信重（2月3日）
- 織戸学（2月10・17日）
- 土屋圭市（2月24日、3月3・10・17日）
- 団長安田（3月3日）

### 2011年
MC（テレビ東京アナウンサー）
- 小島秀公
- 森田京之介（2011年2月7・14日）

レギュラー
- CYBERJAPAN DANCERS

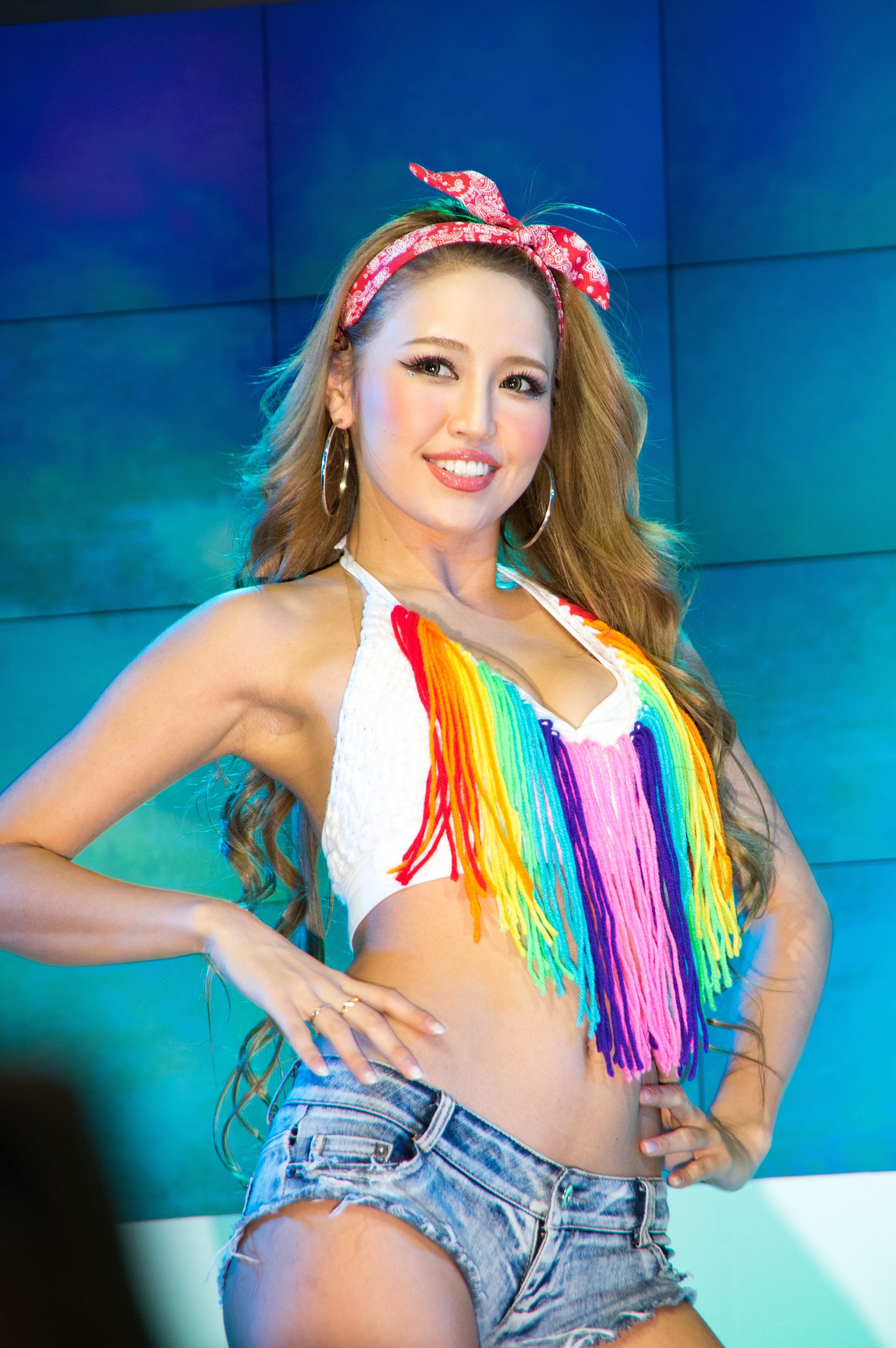
2011年にレギュラー出演したCYBERJAPAN DANCERSの渡辺加苗
（東京オートサロン2017にて）

  - ライカ（来夏）、ユリサ、ヒロコ（出浦寛子）、カナエ（渡辺加苗）、マミ
- A-class（東京オートサロンイメージガール）（#1,2,4）
  - 葵ゆりか、春菜めぐみ
- ドリフトエンジェルス（アップガレージレースクイーン）
  - 2010 相川友希、高橋千咲姫、水乃麻奈、佐崎愛里（#1-5）[6]
  - 2011 高橋千咲姫、立花サキ、熊乃あい、彩世めい（#7-11）[7]
- ナレーション（アナウンサー）[8]
  - 滝井礼乃、須黒清華、相内優香、狩野恵里

ゲスト
- 広坂正美（1月31日）
- 織戸学（2月14・21・28日）
- 今村陽一（2月14日）
- 日比野哲也（2月21日）
- 野村謙（2月28日）
- 木ノ本嶺浩、江良圭（3月28日）

## スタッフ
- 協力：F1 PIT STOP CAFE
- 制作協力：CODE/CHORD,Inc
- プロデューサー：藤平晋太郎
- 製作著作：テレビ東京、BSジャパン

## 放送局
| 放送対象地域 | 放送局     | 放送期間                                                               | 放送日時（JST）                                                                     |
| ------------ | ---------- | ---------------------------------------------------------------------- | ----------------------------------------------------------------------------------- |
| 関東広域圏   | テレビ東京 | 2009年4月8日 - 6月24日 2010年1月13日 - 3月31日 2011年1月10日 - 3月28日 | 水曜2:00 - 2:30（火曜深夜） 水曜2:30 - 3:00（火曜深夜） 月曜1:35 - 2:05（日曜深夜） |
| 全国放送     | BSジャパン | 2010年1月13日 - 3月31日 2011年1月10日 - 3月28日                        | 水曜朝4:00 - 4:30 月曜0:05 - 0:35（日曜深夜）                                       |

## 特別番組

### D1グランプリ 東京ドリフトIN お台場
放送局：テレビ東京、テレビ北海道、テレビ愛知、テレビ大阪、テレビせとうち、TVQ九州放送
2008年
- 放送日：2008年7月21日（月）12:00 - 12:55
- 出演：細川茂樹、脇坂寿一、小島秀公、須黒清華

2009年
- 放送日：2009年6月7日(日) 16:00 - 16:55 / BSジャパン 2009年7月12日（日）15:55 - 16:50
- 出演：柳沢慎吾、マーティ・フリードマン、土屋圭市、小島秀公、須黒清華

2010年
- 放送日：2010年4月24日（土）16:00 - 17:15
- 出演：柳沢慎吾、相沢まき、土屋圭市、小島秀公、須黒清華

### バッドボーイズの東京ドリフト祭!
- 放送局：テレビ東京
- 放送日：2012年5月3日（木） 8:00 - 8:30
- 出演：バッドボーイズ（佐田正樹、大溝清人）、植田萌子、紺野あさ美